# Barbora Havlíčková
Barbora Havlíčková, née le 12 mai 2000 à Vimperk, est une fondeuse tchèque.

## Biographie
Membre du club Dukla Liberec, elle prend part à sa première saison au niveau international junior lors de l'hiver 2015-2016, courant notamment les Jeux olympiques de la jeunesse à Lillehammer, où elle termine deux fois dans le top dix : huitième du cross et septième du cinq kilomètres libre.
En 2017, grâce à ses trois victoires aux Championnats tchèques juniors, elle prend part aux Championnats du monde junior dans l'Utah, s'y classant notamment neuvième du cinq kilomètres. Elle est aussi incluse dans les relais pour les Championnats du monde élite à Lahti (11e).
La skieuse surnommée Baru est alors entraînée par Stanislav Frühauf en collabroation avec Kateřina Neumannová.
En 2018, alors âgée de seulement 17 ans, Barbora Havlíčková termine quatrième du cinq kilomètres et cinquième du skiathlon aux Championnats du monde junior à Goms, puis est choisie dans l'équipe tchèque pour les Jeux olympiques de Pyeongchang, courant le dix kilomètres libre (58e), le skiathlon (43e) et le relais (11e), en tant que plus jeune représentante de sa délégation.
En 2019, la Tchèque fait ses débuts dans la Coupe OPA, atteignant rapidement son premier podium à Planica (où elle gagne aussi le dix kilomètres). Elle montre ses capacités dans une autre discipline, la course de montagne, remportant au mois de septembre 2019 le titre de championne d'Europe junior.
Finalement, elle est conviée à une manche de la Coupe du monde en janvier 2020 dans son pays à Nové Město na Moravě (60e). Aux Championnats du monde junior 2020, elle obtient un nouveau top dix : septième sur le cinq kilomètres. Cependant, en raison de problèmes de santé, elle ne peut démarrer la compétition la saison suivante.

## Palmarès

### Jeux olympiques
| Épreuve / Édition   | Sprint                           | Sprint    | 10 km | 10 km                            | Skiathlon 2 × 7,5 km | 30 km | Relais | Relais   |
| Épreuve / Édition   | libre                            | classique | libre | classique                        | Skiathlon 2 × 7,5 km | 30 km | Sprint | 4 × 5 km |
| JO 2018 Pyeongchang | Épreuve inexistante à cette date | -         | 58e   | Épreuve inexistante à cette date | 43e                  | -     | -      | 11e      |

Légende :
- : pas d'épreuve
- — : non disputée par Barbora Havlíčková

### Championnats du monde
| Épreuve / Édition   | Sprint                           | Sprint                           | 10 km | 10 km     | Skiathlon 2 × 7,5 km | 30 km | Relais | Relais   |
| Épreuve / Édition   | libre                            | classique                        | libre | classique | Skiathlon 2 × 7,5 km | 30 km | Sprint | 4 × 5 km |
| Mondiaux 2017 Lahti | Épreuve inexistante à cette date | Épreuve inexistante à cette date | -     | -         |                      | -     | 11e    |          |

Légende :
- : pas d'épreuve
- — : Non disputée par Barbora Havlíčková

### Coupe OPA
- 3 podiums individuels, dont 2 victoires.
- 1 victoire en relais.